# Лапракаси (Чебоксарський район)
Лапрака́си (рос. Лапракасы, чув. Лапракасси) — присілок у складі Чебоксарського району Чувашії, Росія. Входить до складу Чиршкасинського сільського поселення.
Населення — 92 особи (2010; 81 у 2002).
Національний склад:
- чуваші — 99 %